# Trận Nam Sơn Tây
Trận Nam Sơn Tây (giản thể: 晋南会战; phồn thể: 晉南會戰; bính âm: Jìn Nán Huìzhàn), còn được biết dưới cái tên Trận Jinnan và Chiến dịch dãy núi Zhongtiao (中条山战役) bởi người Trung Quốc và tên Chiến dịch Chungyuan bởi người Nhật. Đây là một trong 22 trận đánh lớn giữa Quân đội Cách mạng Quốc gia Trung Quốc và Lục quân Đế quốc Nhật Bản trong chiến tranh Trung Nhật lần 2 (1937–1945).
Vào thời điểm bắt đầu trận đánh, mối quan hệ giữa Quốc dân đảng và Đảng Cộng sản Trung Quốc xuống thấp sau sự kiện Tân Tứ Quân đầu năm 1941. Kết quả là Bát lộ quân không tham gia hỗ trợ quân đội Quốc gia. Nam Sơn Tây sau đó được nhớ tới như là một trong những thất bại tồi tệ nhất của Trung Quốc trong suốt chiến tranh.